# Amy Deasismont
Pour les articles homonymes, voir Diamond.
Amy Diamond est une artiste suédoise née le 15 avril 1992 à Norrköping sous le nom Amy Linnéa Deasismont. Elle débuta dans la chanson âgée seulement de 12 ans avec son premier single What's in it for Me. Depuis, elle a sorti trois albums en anglais, et un quatrième en suédois est prévu.

## Biographie

### Son enfance
Née d'un père anglais et d'une mère suédoise, Amy Diamond est la seconde fille de la famille. Elle vit toujours en Suède où elle a appris le patin à glace depuis l'âge de 6 ans. Elle a gagné plusieurs prix pour ses représentations artistiques. Elle a commencé à chanter alors qu'elle n'avait que deux ans et a participé ensuite à plusieurs shows télévisés tels que Småstjärnorna (Petites Stars) ou encore Minimelodifestivale. C'est grâce à l'émission Mix Megapol Summer Idol que la jeune fille a signé un contrat pour enregistrer une chanson, puis un album.

### Ses débuts
Son premier single, What's in it for Me, est sorti chez les disquaires le 16 février 2005 alors que la chanteuse n'avait que 12 ans. Après le grand succès du titre, un album fut enregistré en mai 2005 qui fut vendu à plus de 100 000 exemplaires. De cet album This is Me Now, plusieurs chansons furent très connues : Welcome to the City, Champion et Shooting Star.

### En dehors de la Suède
Son succès en Suède permit à la jeune chanteuse de sortir un album spécial pour l'Europe grâce à Warner Music. Elle connut aussi un succès en Pologne et Allemagne.

### Second album
Le second album nommé Still Me, Still Now, enregistré en février 2006, sortit en mai et eut, comme le premier album, un grand succès. Les singles Don't Cry Your Heart out, Big Guns et It Can Only get Better sont extraits de cet album.

### Troisième album
Le single Is it Love ? annonça le troisième album d'Amy Diamond. Appelé Music in Motion, l'album paru en novembre 2007.

## Discographie

### Albums studio
- 2005 : This Is Me Now
- 2006 : Still Me Still Now
- 2007 : Music in Motion
- 2008 : Music in Motion Gold Edition
- 2008 : En Helt Ny Jul
- 2009 : Swings and Roundabouts
- 2010 : Greatest Hits

### Singles
- 2005 : What's in It For Me
- 2005 : Welcome to the City
- 2006 : Don't Cry Your Heart Out
- 2006 : Big Guns
- 2006 : It Can Only Get Better
- 2007 : Is It Love?
- 2007 : Stay My Baby
- 2008 : Thank You
- 2009 : It's My Life
- 2009 : Up
- 2010 : Only You

## Filmographie
- 2003 : De drabbade
- 2006 : Lassemajas detektivbyrå
- 2015 : My Skinny Sister (Min lilla syster) de Sanna Lenken : Katja
- 2024 : Trouble (Strul) de Jon Holmberg (sv) : Diana

## Prix
- Swedish Grammis Awards
- NRJ Radio Awards
- Nickelodeon Kids Choice Award